# Monty Jacobs

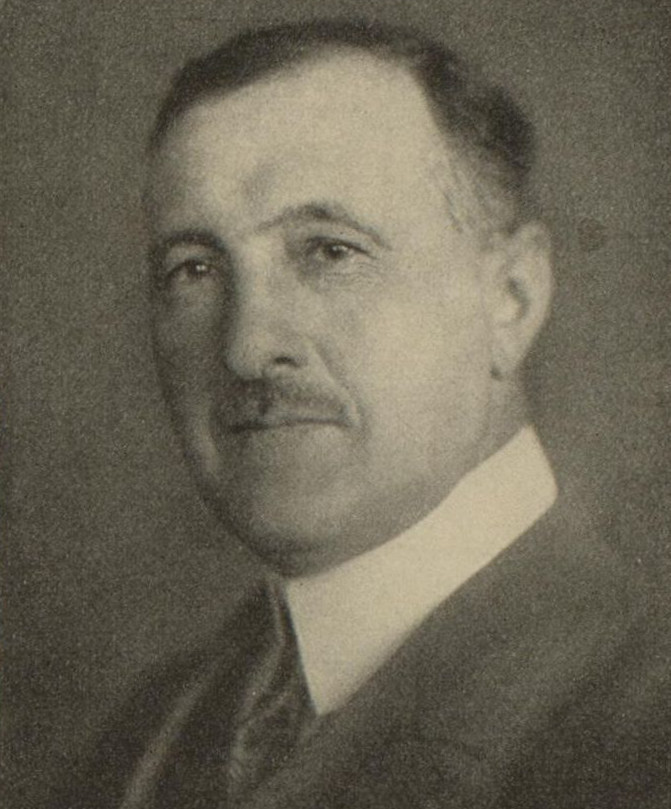
Monty Jacobs, um 1927

Montague „Monty“ Jacobs (* 5. Januar 1875 in Stettin; † 29. Dezember 1945 in London) war ein deutscher Schriftsteller und Journalist englischer Herkunft.

## Leben und Wirken
Montague Jacobs war der Sohn des englischen Kaufmanns Henry Jacobs und dessen Ehefrau Laura Salomon. Der spätere Schriftsteller Dr. med. Paul Jacobsohn war sein älterer Bruder. Jacobs absolvierte in seiner Heimatstadt seine Schulzeit und beendete diese mit dem Abitur. Noch im selben Jahr begann er in Berlin Literatur- und Kunstgeschichte zu studieren. Später wechselte er mit den gleichen Fächern nach München.
1898 beendete Monty Jacobs sein Studium an der Universität Heidelberg mit einer Dissertation über Gerstenbergs Tragödie Ugolino. Gleich darauf wurde er vom Ullstein Verlag, in der Redaktion der „Berliner Zeitung“ angestellt. Im September desselben Jahres avancierte Jacobs zum Theaterkritiker der „Berliner Morgenpost“ und wirkte als solcher bis zum Frühjahr 1900.
Durch seine Familie war Jacobs finanziell unabhängig und widmete sich die nächsten fünf Jahre seiner Arbeit als freier Schriftsteller. In dieser Zeit heiratete er Dora, eine Tochter des Buchhändlers Ulrich Levysohn; mit ihr hatte er eine Tochter und zwei Söhne.
Zwischen 1905 und 1910 war Jacobs Theaterkritiker des „Berliner Tageblatts“, bei dem er nach dem Krieg auch die Redaktion des Feuilletons leitete. In dieser Zeit machte sich Jacobs auch als Literaturhistoriker einen Namen. Als solcher fungierte er u. a. als Herausgeber einer Werkausgabe Achim von Arnims und Johann Peter Eckermanns „Eckermanns Gespräche mit Goethe“. Als 1914 der Ullstein-Verlag die „Vossische Zeitung“ übernahm, wurde Jacobs dort als Theaterkritiker Nachfolger von Arthur Eloesser.
Zu Beginn des Ersten Weltkriegs wurde Jacobs als britischer Staatsbürger interniert; aber sehr bald schon wurde ihm die deutsche Staatsbürgerschaft verliehen. Am selben Tag meldete sich Jacobs als Freiwilliger an die Front und bekam im Laufe des Krieges das Eiserne Kreuz erster und zweiter Klasse verliehen.
Nach Kriegsende kehrte Jacobs auf seinen ehemaligen Arbeitsplatz bei der „Vossischen Zeitung“ zurück und wurde 1921 mit der Leitung der Redaktion des Feuilletons betraut. Im selben Jahr nahm ihn die Kleist-Stiftung als Mitglied ihres Kunstrates auf, in dieser Funktion war Jacobs ab 1925 maßgeblich an der Veröffentlichung einer Werkausgabe Heinrich von Kleists beteiligt. Während dieser Zeit setzte er sich für den Schriftsteller Erich Maria Remarque und für die Veröffentlichung von dessen Werk Im Westen nichts Neues ein. Auch die Schriftsteller Carl Zuckmayer und Norbert Jacques verdankten Jacobs wohlwollende Kritiken und Förderung. Anlässlich der Aufführung seines Dramas „Die Unüberwindlichen“ im Jahr 1930 erklärte Karl Kraus dagegen Jacobs zum Sieger einer Dummheitskonkurrenz unter Berliner Theaterkritikern.
Sofort nach der Machtergreifung durch die Nationalsozialisten musste Jacobs sein Amt als Feuilletonchef aufgeben, blieb aber als Journalist bis zum Verbot im März 1934 dieser Zeitung erhalten. Ab dieser Zeit verhängte man auch ein Schreibverbot über den Journalisten Jacobs. Ab dieser Zeit entstanden einige Manuskripte, wie „Die Berliner Posse“, „Die Verführte“ oder „Jonathan Swift“, die im nationalsozialistischen Deutschland keinen Verleger mehr fanden.
Am 29. Dezember 1938 konnte Jacobs zusammen mit seiner Familie mühsam über die Schweiz nach Großbritannien emigrieren. Die erste Zeit verdiente er seinen Lebensunterhalt als Lehrer an der freien deutschen Hochschule; später bekam er einen Lehrauftrag an der Universität Birmingham. Dort machte sich Jacobs sehr um deren Sommerschule verdient. Bei Kriegsende engagierte ihn das Foreign Office in London für verschiedene Programme der „Re-education“.
Über einige Vorarbeiten kam Jacobs nicht hinaus, da er am 29. Dezember 1945 in London im Alter von nahezu 71 Jahren verstarb.
Jacobs stand als Vertreter der bürgerlichen Gesellschaft der Weimarer Republik dem Sozialismus seiner Zeit sehr nahe; literarisch war er zeit seines Lebens dem Naturalismus verbunden.

## Schriften
- Gerstenbergs Ugolino. Ein Vorläufer des Geniedramas. Ebering, Berlin 1898
- Kleist. In: Heinrich von Kleist: Sämtliche Werke. Th. Knaur Nachf., Berlin und Leipzig 1909.
- Ibsens Bühnentechnik. Sibyllenverlag, Dresden 1920.
- Jonathan Swift. Wedding-Verlag, Berlin 1948.
- Deutsche Schauspielkunst. Zeugnisse zur Bühnengeschichte klassischer Rollen. Henschel, Berlin 1954.